# FAM92B
FAM92B (англ. Family with sequence similarity 92 member B) – білок, який кодується однойменним геном, розташованим у людей на 16-й хромосомі. Довжина поліпептидного ланцюга білка становить 304 амінокислот, а молекулярна маса — 34 755.
| 10         |  | 20         |  | 30         |  | 40         |  | 50         |
| ---------- |  | ---------- |  | ---------- |  | ---------- |  | ---------- |
| MNIVFSRDSQ |  | VRVMENTVAN |  | TEKYFGQFCS |  | LLAAYTRKTA |  | RLRDKADQLV |
| KQLIDFANSE |  | NPELRATMRG |  | FAEDLAKVQD |  | YRQAQVERLE |  | TKVVNPLKLY |
| GAQIKQTRAE |  | IKKFKHVQNH |  | EIKQLEKLEK |  | LRQKSPSDQQ |  | MIGQAETRVQ |
| RAAVDSSRTT |  | LQLEETVDGF |  | QRQKLKDLQK |  | FFCDFVTIEM |  | VFHAKAVEVY |
| SSAFQTLEKY |  | DLERDLLDFR |  | AKMQGVYGHY |  | DTRLLANTSP |  | PPSVLQSLAS |
| QGTLQVQLSR |  | ANEDPEHPHA |  | NHGRFSLCEW |  | VVKGQPAHCV |  | CGQGGHLMLP |
| GHSL       |  |            |  |            |  |            |  |            |

A: Аланін

C: Цистеїн

D: Аспарагінова кислота

E: Глутамінова кислота

F: Фенілаланін

G: Гліцин

H: Гістидин

I: Ізолейцин

K: Лізин

L: Лейцин

M: Метіонін

N: Аспарагін

P: Пролін

Q: Глутамін

R: Аргінін

S: Серин

T: Треонін

V: Валін

W: Триптофан

Задіяний у такому біологічному процесі, як біогенез та деградація війок. 
Локалізований у цитоплазмі, цитоскелеті, клітинних відростках.